# Асоціація музичних продюсерів Латвії
Латвійська асоціація виконавців і продюсерів (латис. Latvijas Izpildītāju un producentu apvienība, LaIPA) — національна агенція ISRC Міжнародної федерації фонографічної індустрії, завданням якої є репрезентація латвійської музичної індустрії як для національних, так і для міжнародних музикантів усіх жанрів. Цілями організації є підтримка латвійських артистів і продюсерів і сприяння розвитку латвійської музичної індустрії та експорту музики, виробленої в Латвії, сприяння і підтримка створення конкурентоспроможних музичних записів і збільшення використання латвійської музики шляхом навчання латвійських виконавців і продюсерів, офіційне представлення Латвійської музичної індустрії в Європі та на міжнародних ярмарках і виставках, а також навчати членів латвійської музичної індустрії питанням експорту музики та світовим тенденціям. Компанія також сертифікує альбоми та музичні відео на основі одиничних продажів і складає музичні чарти країни.

## Чарти
Музичні хіт-паради Латвії складаються LaIPA та публікуються музичним онлайн-журналом ParMūziku.lv. Є три тижневі хіт-паради на основі продажів і стрімінгу:
- Top 20 singles
- Top 10 domestic singles
- Top 20 albums

Є також два чарти на основі радіоротації:
- Top 20 singles
- Top 10 domestic singles

## Сертифікації
| Нагорода   | Історія сертифікацій | Історія сертифікацій |
| Нагорода   | До 2011              | З 2011               |
| ---------- | -------------------- | -------------------- |
| Золотий    | 4,000                | 5,000                |
| Платиновий | 8,000                | 9,000                |

| Нагорода   | Історія сертифікацій | Історія сертифікацій |
| Нагорода   | До 2011              | З 2011               |
| ---------- | -------------------- | -------------------- |
| Золотий    | Н/Д                  | 5,000                |
| Платиновий | Н/Д                  | 8,000                |